# Editto di Teodorico
L'Editto di Teodorico (lat. Edictum Theodorici Regis, chiamata anche Lex Romana Ostrogothorum) fu un importante Lex Romano - Barbarica risalente al IV/V° Secolo D.C. - 494/526 D.C. - e volta/destinata a regolare i Rapporti Giuridici fra i Goti ed i Romani. In questo caso veniva designato un magistrato speciale, affiancato da un prudens romano.
L'editto appartiene a pieno diritto alle ordinanze di leges et iura. Il termine edictum si pensa che sia stato utilizzato da Teodorico per richiamare  gli antichi editti dei magistrati provinciali o addirittura che fosse il mezzo migliore per far divenire il diritto teodosiano sussidiario.
Il testo, scritto in latino "volgare" è  di 154 capitoli, è mancante di inscriptio e subscriptio. Teodorico si è ispirato agli istituti giuridici  romani principali, parafrasando pezzi dei Codices Ermogeniano, Gregoriano e delle Pauli sententiae, salvo alcune modifiche quantitative di pene e sanzioni. 
La parte di diritto penale occupa 1/3 dell'opera, mentre quella civile è di notevole importanza per la storia della giurisprudenza.  
Non si ha la certezza della sua autenticità, poiché al giorno d'oggi possediamo solamente la versione edita dal giurista francese Pierre Pithou nel 1579, inoltre manca qualsiasi riferimento a quest'opera nei testi contemporanei ed anche in quelli seguenti.